# Уткин, Николай Дмитриевич
Никола́й Дми́триевич У́ткин (род. 1 ноября 1949, село Вазерки, Пензенская область) — российский государственный деятель, в 1992—1994 годах глава администрации города Тольятти, в 2000—2007 годах мэр Тольятти.
С 2 декабря 2013 года сопредседатель консультационного Совета Тольяттинской городской думы.

## Биография
В Тольятти — с 1967 года. Работал бетонщиком, плотником, бригадиром в строительно-монтажном управлении. Одновременно учился на вечернем отделении Тольяттинского политехнического института (ныне Тольяттинский государственный университет) по специальности промышленного и гражданского строительства. Николай Дмитриевич прошёл весь путь от рабочего до заместителя генерального директора по капитальному строительству объединения «Трансформатор», а затем возглавил отдел строительства и городского хозяйства Горкома КПСС.
1989—1992 год: первый заместитель председателя Тольяттинского горисполкома Б. М. Микеля.
1992—1994 год: назначен Главой администрации города Тольятти.
1994—2000 год: заместитель мэра города Тольятти С. Ф. Жилкина.
2000—2007 год: дважды подряд избран мэром города Тольятти. В 2004 году во втором туре основным соперником являлся представитель левого крыла, председатель независимомого профсоюза «Единства» АВТОВАЗ Петр Золоторёв.
1994—2007 год: депутат 3-х созывов Самарской Губернской думы, в каждом созыве являлся — председателем комитета по бюджету, финансам, налогам, экономической и инвестиционной политике. Кроме того, с 1997 по 2001 г. занимал пост заместителя председателя Самарской Губернской думы.
2008—2012 год: находился в местах лишения свободы за получение взятки и злоупотребление должностными полномочиями.
2 декабря 2013 года избран сопредседателем консультационного совета Думы Тольятти.

### Деятельность на посту мэра
Во вемя его пребывания на посту мэра Тольятти были приватизированы большая часть муниципального имущества города, среди которых: Универмаг «Рубин», Универмаг «Комсомольский», ТД Тольяттинский, Кинотеатр Сатурн, муниципальное кабельное телевидение ТМТ.
В 2003 году распоряжением мэра г. Тольятти незаконно передал земельный участок 59 гектаров в частную собственность, под размещение нового «Тольяттинского городского кладбища», вдоль Обводного шоссе, для оказания ритуальных услуг частной компании ООО «ТГК», участок который находился в собственности колхоза ЗАО «Россия» (ныне — ЗАО «Нива»). В 2016 году Арбитражный суд установил право муниципалитета и обязал городскую администрацию выплатить 133 897 308 миллионов рублей.
Распоряжением мэра г.о. Тольятти № 1890-1/р от 25.07.2003 г. разрешил строительство ЖСК «Жасмин дом» жилого дома-вставки, расположенного у многоквартирного дома № 55 по ул. Ворошилова в 13 квартале Автозаводского района. По результату строительства первый подъезд дома 55 по ул. Ворошилова был деформирован фундамент, жильцы были эвакуированы. Что привело к судебным разбирательствам и сохранило угрозу разрушения всего многоквартирного дома.
В 2006 году Постановлением Мэра г. Тольятти от 29.12.2006 провёл приватизацию муниципальных управляющих организаций МП «Управляющая компания № 1 ЖКХ г. Тольятти» и МП «Управляющая компания № 2 ЖКХ г. Тольятти» — осуществляющие управление многоквартирным жилищным фондом, жилищно-коммунального хозяйства в Автозаводском районе города в акционерные общества, при этом сохранив их в муниципалитете, которые в период правления мэра А. Н. Пушкова были выведены в частные ООО, учредителями которых стали бывшие чиновники, заполучив управление жилого фонда в частную собственность.
В 2006 году ликвидировал кабельное телевидение Центрального района МУП «ТМТ» Тольяттинское многоабонентное телевидение, кабельные сети которой были приватизированы в частную ООО «Сеть-М», которая вошла в состав группы компаний ЛИК.
В 2007 году постановлением мэрии г. Тольятти от 21.03.2007 № 728-1/П заложил имущество муниципального городского пассажирского автотранспортного предприятия МП ТПАТП-1 по адресу Южное шоссе 22. Создав совместное предприятие ОАО «РАТ» (Регионавтотранс-Тольятти). В лизинг было приобретено 200 автобусов ЛиАЗ-6212, из них 110 «гармошек». В 2009 году из-за низкой рентабельности перевозки были прекращены. Автобусы три года стояли на Обводном шоссе. В 2010—2011 годах новой городской администраций А. Н. Пушкова делались попытки, оспорить в суде данное Постановление, после чего предприятие прекратило своё существование. Здание перешло в собственность техно-торгового комплекса «Регион 63», автобусы забрал ВТБ лизинг.

#### Кадровые назначения
В 1992 году главой администрации Центрального района назначил первого секретаря центрального райкома партии и совета народных депутатов Анатолия Степанова.
В 1993 году своим первым заместителем главы городской администрации назначил начальника отдела капитального строительства «АвтоВАЗзапчасть» Владимира Иванова — который далее назначался Главой администрации Автозаводского района и заместителем мэра по городскому хозяйству.
В 2000 году своим первым заместителем мэра назначил главного врача медгородка Николая Ренца, заместителем мэра по социальным вопросам назначил начальника Центра занятости Надежду Хитун, заместителем мэра по городскому хозяйству назначил Игоря Орехова, заместителем мэра по здравоохранению мэрии назначил начальника территориального фонда обязательного медицинского страхования Михаила Хуторского, заместителем мэра — руководителем аппарата мэрии назначил юриста Якова Радюшина, руководителем департамента экономики мэрии Тольятти назначил вице-президента торгово-промышленной палаты Тольятти Владимира Перельштейн, директором департамента потребительского рынка и предпринимательства назначил начальника отдела снабжения «Волжского речного пароходства» Хетаг Тагаева.
В 2001 году директором департамента образования мэрии назначил директора социально-экономического колледжа Елену Еремнину.
В 2004 году главой администрации Центрального района назначил заместителя главы района, ранее директор ЗАО «СТО-Сервис» Сергея Крымцева.
В 2006 году главой администрации Автозаводского района назначил заместителя начальника управления земельных ресурсов Игоря Ладыку, директором департамента здравоохранения мэрии назначил главного врача детской многопрофильной больницы № 1 Александра Изосимова.

## Арест
2 мая 2007 года Николай Уткин был арестован по обвинению в злоупотреблении должностными полномочиями и вымогательстве взятки в 150 млн рублей. За время ведения следствия перенёс две операции на сердце. Вместе с Уткиным по подозрению в вымогательстве были задержаны руководитель Тольяттинского управления земельных ресурсов Наталья Немых и её сожитель, директор фирмы «Магус» Александр Сидоров. 8 мая им было предъявлено обвинение по части 4 статьи 290 УК РФ (получение взятки группой лиц, по предварительному сговору или организованной группой, с вымогательством взятки, в крупном размере). 11 июля Самарский районный суд временно отстранил Николая Уткина от должности мэра Тольятти. 1 ноября Верховный суд РФ снял с Уткина обвинение по одному эпизоду: мэра обвиняли в том, что он вынудил руководство коммерческой организации в лице которой являлось тольяттинская строительная компания ООО «Стройфинас», подконтрольная Владимиру Кожухову и Игорю Бузюкову, передать в собственность города Тольятти здание на территории набережной Тольятти, проект застройки которого мэр города Николай Уткин утвердил в 2006 году.
11 июля 2007 года Самарский районный Суд отстранил Николая Уткина с поста Мэра Тольятти.
12 февраля 2008 года Николая Уткина приговорили к 7 годам лишения свободы за получение взятки и злоупотребление должностными полномочиями. По решению суда ему было запрещено работать в органах власти в течение 2 лет, также он должен был заплатить штраф в размере 200 тысяч рублей. Уткин не признал свою вину и после оглашения приговора заявил: «Давая мне 7 лет, этим самым решением меня не только отстранили от должности, но и подписали мне смертный приговор — с моим здоровьем выдержать этот срок в колонии невозможно».
2 марта 2008 г. — новым мэром города избран главный инженер завода «АвтоВАЗ» Анатолий Пушков.
13 мая Уткин был переведён из СИЗО в лечебно-профилактическое учреждение в связи с ухудшением состояния здоровья. 15 мая Верховный суд России оставил приговор без изменений. 1 июля Уткин во второй раз за время пребывания в самарском СИЗО был госпитализирован в связи с ухудшением здоровья.
15 июня 2009 года Николаю Уткину предъявлены новые обвинения в превышении должностных полномочий.
В конце мая 2012 года суд Промышленного района Самары удовлетворил ходатайство об условно-досрочном освобождении. 9 июня 2012 года Николай Уткин вышел на свободу. В течение двух лет со дня освобождения ему было запрещено занимать государственные посты, но не отменено право быть избранным депутатом, тем не менее, на выборах 2013 года Уткин не участвовал.
Находится на первом месте рейтинга чиновников и правоохранителей, получивших рекордные взятки, составленном издательским домом Коммерсантъ, с учётом инкриминимуемой суммы в 6 млн долларов по курсу на день оглашения приговора.

### Арест обвинителя
В 2019 году бывший директор строительной компании ООО «Стройфинанс» Игорь Бузюков, «засудивший» мэра Тольятти Николая Уткина, был задержан в США за отмывание средств в размере 8,5 миллиона долларов.

## Политическая деятельность
На посту мэра был принят в «сторонники» партии «Единая Россия», не входя при этом в её члены. В 2003 году по жалобе секретаря тольяттинского отделения Владимира Кожухова было предложено исключить Николая Уткина из сторонников партии, но 19 августа этого года руководство Самарского регионального отделения ограничилось в отношении Николая Уткина «строгим предупреждением» за не соблюдение партийной дисциплины. После ареста исключен.
В 2004 году, на выборах мэра Тольятти, основным соперником являлся действующий председатель Тольяттинской городской думы Александр Дроботов, однако он не решился составить оппозицию Мэру, отказавшись от участия. На выборах мэра Николай Уткин вышел во второй тур с председателем независимого профсоюза ОАО АВТОВАЗ «Единство» Петром Золотарёвым. Во втором туре Золоторёв получил 41,7 %, Уткин — 47,5 %, одержав победу.
В ходе ареста и отбывания срока политическими экспертами высказывались мнения о (политическом заказе) намеренном устранении Николая Уткина с поста мэра Тольятти. 13 марта 2012 Самарский суд отказал в ходатайстве экс-мэру Николаю Уткину о переквалифицированию дела с особо тяжкого на менее тяжкое преступление. По словам самого Уткина, в 2008 году к нему неофициально приезжали региональные чиновники: Виктор Сазонов, глава города Сызрань Виктор Хлыстов и другие депутаты. Примечательно, что коммерческой организацией по обвинению выступило руководство тольяттинской строительной компании ООО «Строй Финанс», аффилированной Владимиру Кожухову, занимавшему в то время пост первого секретаря местного отделения «Единой России». В феврале 2012 газета «Тольяттинское обозрение» заявляла о сборе подписей за освобождение Николая Уткина.
В 2017 году входил в члены конкурсной комиссии по отбору кандидатов на должность главы городского округа Тольятти.

## Научная деятельность
- Доктор наук РАЕН (с 4 сентября 1996)
- Академик Международной академии наук экологии, безопасности и природы
- Член-корреспондент Российской академии естественных наук (с 1 марта 2001)
- Доктор Российской академии естественных наук (с 1 июня 2001)

## Награды
- Орден Почёта (2002)
- Медаль «За трудовую доблесть» — за строительство Волжского автозавода